# Eduardo Luís
Eduardo Luís Marques Kruss Gomes, noto come Eduardo Luís (Loures, 6 dicembre 1955), è un allenatore di calcio ed ex calciatore portoghese, di ruolo difensore.

## Palmarès

### Competizioni nazionali
- Campionato portoghese: 4

Benfica: 1975-1976
Porto: 1984-1985, 1985-1986, 1987-1988
- Segunda Divisão: 2

Marítimo: 1976-1977, 1981-1982
- Coppa di Portogallo: 2

Porto: 1983-1984, 1987-1988
- Supercoppa di Portogallo: 4

Porto: 1981, 1983, 1984, 1986

### Competizioni internazionali
- Coppa dei Campioni/UEFA Champions League: 1

Porto: 1986-1987
- Supercoppa UEFA: 1

Porto: 1987
- Coppa Intercontinentale: 1

Porto: 1987